# Goßdorf
Goßdorf je vesnice, místní část města Hohnstein v německé spolkové zemi Sasko. Nachází se v zemském okrese Saské Švýcarsko-Východní Krušné hory a má 237 obyvatel.

## Historie
Goßdorf vznikl jako lesní lánová ves. V písemných pramenech je poprvé zmiňován v polovině 15. století; roku 1445 jako Gossmanstorff a roku 1446 jako Gossmsdorff. Roku 1994 se do té doby samostatná obec spolu s místními částmi Kohlmühle a Waitzdorf začlenila do města Hohnstein.

## Geografie
Vesnice leží v oblasti Saského Švýcarska na lužickém zlomu, kde se střetává lužický žulový masiv na severu a labské pískovce na jihu. Nejvyšším bodem je Gickelsberg (414 m). Řeka Sebnice vytváří na území vsi široké údolí. Podél ní se rozkládá evropsky významná lokalita Lachsbach- und Sebnitztal. Údolí potoka Kohlichtgraben na jihozápadě území je součástí Národního parku Saské Švýcarsko. Zastavěnou částí vsi protéká Goßdorfský potok. Sebnickým údolím prochází železniční trať Budyšín – Bad Schandau, z které odbočovala ve stanici Goßdorf-Kohlmühle úzkorozchodná trať Goßdorf-Kohlmühle – Hohnstein zrušená roku 1951.

## Pamětihodnosti
- Schwarzberg – ruiny skalního hrádku, nazývaného též Goßdorfský loupežný hrádek
- železniční mosty a tunely ze 70. až 90. let 19. století
- lidová architektura – podstávkové a hrázděné domy, stáje
- bývalý nádražní hotel